# Кшиштоф Якубовський
Кшиштоф Якубовський (пол. Krzysztof Jakubowski; нар. 23 вересня 1983, Ломжа) – польський шахіст, гросмейстер від 2009 року.

## Шахова кар'єра
В шахи грає з п'яти років. Багаторазовий призер чемпіонату Польщі серед юніорів, двічі срібний (1993 - до 10 років, Тшебіня 2002 - до 20 років) і тричі бронзовий (1995 - до 12 років, Вісла 2000 - до 18 років, Закопане 2001 - до 18 років). Також виграв дві медалі клубного чемпіонату Польщі серед юніорів (золоту - 1998 і срібну - 2001). 2001 року виборов титул чемпіона Польщі серед юніорів до 18 років з бліцу. Кілька разів виступив у фіналі чемпіонату країни.Тричі вигравав чемпіонат Варшави, у 2003, 2004 і 2005 роках.
Неодноразово брав участь в чемпіонатах світу і Європи серед юніорів. Найбільшого успіху в кар'єрі досягнув 1999 року, вигравши в Греції звання чемпіона Європи до 16 років.
2001 року переміг на турнірі за швейцарською системою в Авілесі. 2005 року виграв у Геусдалі (турнір B), посів 2-ге місце в Орхусі й поділив 2-ге місце на турнірі open в Оструді. 2006 року переміг у Брно. 2014 року поділив 2-ге місце (позаду Александера Місьти, разом з Андрієм Вовком на турнірі Banca Feroviara Open в Араді.
Найвищий рейтинг Ело в кар'єрі мав станом на 1 квітня 2015 року, досягнувши 2564 очок займав 16-те місце серед польських шахістів.

## Зміни рейтингу
| На цьому місці має відображатися графік чи діаграма, однак з технічних причин його відображення наразі вимкнено. Будь ласка, не видаляйте код, який викликає це повідомлення. Розробники вже працюють для того, щоби відновити штатне функціонування цього графіка або діаграми. | |
| | На цьому місці має відображатися графік чи діаграма, однак з технічних причин його відображення наразі вимкнено. Будь ласка, не видаляйте код, який викликає це повідомлення. Розробники вже працюють для того, щоби відновити штатне функціонування цього графіка або діаграми. |